# Mohammed V-moskee (Fnideq)
De Mohammed V-moskee is een moskee in de kuststad Fnideq in het noorden van Marokko. Na de onafhankelijkheid van Marokko werd een moskee gebouwd die later werd gesloopt om de huidige moskee te bouwen. De moskee, met een uitzicht op zee, werd in september 2011 geopend voor publiek.
De moskee is gebouwd in Moorse stijl en kenmerkt zich door zijn opvallende wit-blauwe kleuren.